# Théories des besoins et des motivations
Les théories des besoins et des motivations sont un ensemble pluriel de paradigmes sociologiques concernant l'influence des besoins sur l'homme, la nature et le rôle de la motivation (notamment chez l'homme au travail), et le rapport entre les deux notions. 
Les théoriciens les plus célèbres de ces paradigmes sont Abraham Maslow, Douglas McGregor, Frederick Herzberg, David McClelland.

## Contexte
Le taylorisme et école des relations humaines partagent un modèle décisionnel qui contraint l'homme au travail. La première réponse fait intervenir une vision naturaliste de l'homme : le travailleur a des besoins naturels, qui devraient être habilement contentés afin d'améliorer ses résultats.

## Abraham Maslow
Une première approche a consisté à établir une hiérarchisation des besoins. Ainsi, Maslow définit une pyramide des besoins, lesquels engendrent des motivations, également hiérarchisées. Les besoins organiques sont la base de la pyramide ; suivent sécurité, amour et appartenance, estime et enfin réalisation de soi. Certains besoins, comme l'estime, ont à la fois une dimension individuelle (estime de soi) et sociale (prestige). Maslow tire cette hiérarchie d'observations pragmatiques, qui l'incitent toutefois à donner une prime à l'individu car, selon lui, pour qu'un groupe progresse sur la pyramide des besoins, chacun de ses membres doit être contenté pour tous les niveaux inférieurs au niveau visé par le groupe. Dans la pratique, Maslow recommande de favoriser l'intérêt au travail et de replacer l'argent à sa juste place. La théorie des besoins de Maslow exprime cependant en termes sociaux les fonctions psychologiques individuelles, et comme les besoins sont d'emblée hiérarchisés, elle ne peut éviter quelque distorsion majeure avec la réalité.

## Douglas McGregor
Douglas McGregor se lance alors sur une autre piste, et en vient à souligner l'importance des préjugés implicites sur la nature humaine et sur les comportements individuels dans les choix opérés par les dirigeants et le style d'autorité des cadres. Il résume ses vues par une  Théorie X :
1. l'individu moyen est contre l'idée de travailler (notion d'évitement) ;
2. l'individu moyen doit être contrôlé et menacé de sanctions ;
3. l'individu moyen préfère être dirigé et fuit les responsabilités.

Cette théorie reprend à son compte l'idée de pré-notions fondamentales, McGregor estimant que seuls ces principes sont acceptés par les directions, quand bien même celles-là n'en sont pas conscientes. Toutefois, il n'explique pas les raisons de cette idéologie et la cause de son importance, notamment parce qu'il n'a pas souhaité l'aborder comme la rationalisation d'une pratique qui ne serait pas naturelle, mais bel et bien construite. Sa théorie Y en négatif en donnait toutefois l'indice. Il faudra pour cela attendre l'analyse stratégique.

## Frederick Herzberg
Frederick Herzberg relève quant à lui deux mythes religieux qu'il estime fondateurs en psychologie du travail : Adam et Abraham. Adam symbolise l'homme qui doit échapper aux maux dus à son milieu de vie, tandis qu'Abraham est celui qui aspire au développement par ses accomplissements. Ces deux besoins contradictoires, à savoir échapper à la douleur et grandir psychologiquement, cohabitent et donnent naissance à des facteurs de satisfaction et de mécontentement divers. Herzberg explique cette cohabitation par la théorie des deux facteurs.
Herzberg dégage cinq facteurs de satisfaction :
- l'accomplissement,
- la reconnaissance de l'accomplissement,
- le travail lui-même,
- la responsabilité,
- la progression sociale.

Les facteurs de mécontentement touchent plus à l'environnement qu'aux relations entre les hommes : la politique de l'administration, la personne du supérieur, la rémunération, les relations avec les collègues, les conditions de travail... Herzberg prône l'enrichissement des tâches, pour augmenter l'intérêt au travail, et l'autonomie, dans une théorie du valorisant-ambiance qui cherche à équilibrer un rapport de force naturel. Mais tout comme Maslow, il considère que la réalisation de soi est l'objectif le plus important pour le travailleur, et fait donc a priori du travail le vecteur d'une vie réussie en rattachant peut-être trop hâtivement à son sujet d'étude ses hypothèses de départ.

## Apports et limites
La théorie des besoins et des motivations prend donc plusieurs formes. Elle introduit comme principal élément la motivation et cherche à faire passer auprès des dirigeants l'idée que les excès de la division du travail doivent être régulés, en s'appuyant sur des caractéristiques naturelles de l'homme au travail. De ce fait, les théoriciens de ces paradigmes ont touché le cœur des organisations, non seulement le travail au sein des structures existantes.
Toutefois, la théorie est ambiguë. Comme elle se manifeste avant tout dans les cercles de direction, elle renforce parfois le pouvoir taylorien : l'aménagement des conditions de travail, par exemple, est réalisé par un agent extérieur au groupe des travailleurs, agent qui veut bien sûr satisfaire la direction en place. Les résultats ne vont donc pas forcément dans le sens d'une « réalisation de soi au travail. » De fait, réalisation de soi et satisfaction apparaissent distincts. Par ailleurs, la satisfaction, jaugée par la direction, n'entraîne pas nécessairement une hausse de la productivité, qui est alors l'instrument de mesure classique. En fait, la satisfaction n'agit pas forcément dans le sens d'une motivation individuelle favorable à l'organisation, alors que c'est la motivation qui détermine essentiellement la productivité. Par ses carences, la théorie des besoins et des motivations souligne l'importance des réactions stratégiques et l'ambiguïté d'une vision purement naturaliste de la sociologie.